# Jan Hopman (acteur)
Jan Hopman (Egmond-Binnen, 23 september 1958) is een Nederlands acteur. 
Hopman speelde in een amateurvereniging in Egmond en ging naar de Toneelschool in Amsterdam. Hij was mimespeler en werkte ook als fotomodel. Hij kwam in contact met de Amsterdamse acteur Eric Beekes, die hem introduceerde in de Amsterdamse film- en theaterkringen. In 1979 kreeg hij een bijrol in de film Spetters. Vervolgens kreeg hij via Hans Kemna een grotere rol aangeboden in de Gerard Reve-verfilming Lieve jongens. Als filmacteur speelde Hopman voornamelijk erotische rollen. In de jaren tachtig stapte hij weer over naar voornamelijk theaterrollen.

## Filmografie
- 1980 - Spetters
- 1980 - Lieve jongens
- 1980 - Die schönen Wilden von Ibiza
- 1983 - De weg naar Peruwelz (tv-serie)
- 1984 - De familie Knots

## Theater
- 1980 / 1981 - Kwart voor nacht
- 1984 / 1985 - Koning Arthur